# 沙赫·馬立克
沙赫·馬立克（英語：Shah Malik；？—1042年），突厥烏古斯人首領，勢力範圍包括錫爾河口的氈的和言基肯特（Yengi-kent，即賈肯特），花剌子模王國最初的建立者，於1041-1042年間在位。
馬立克在1038年被加茲尼蘇丹馬蘇德一世授予花剌子模沙阿一職，並於1040年到1041年進軍花剌子模地區，擊退了當地叛變的加茲尼舊部與塞爾柱部族，他在首府庫尼亞烏爾根奇發表呼圖白（演講）紀念逝去的馬蘇德一世。
然而上任不久，馬立克就在與塞爾柱兄弟圖赫里勒·貝格和恰格勒·貝格捲土重來的戰事中兵敗被俘。1042年，圖赫里勒下令處決馬立克，並於隔年迎娶了他的遺孀歐頓嘉可敦。
馬立克去世後，花剌子模成為塞爾柱帝國的一個省份。

## 資料來源
1. ↑  Ann K. S. Lambton. . SUNY Press. January 1, 1988: 262. ISBN 978-0-887-06133-2.
2. ↑  . Türk Dünyası Araştırmaları Vakfı. 2008: 112.

| 前任： 無 | 花剌子模沙 | 继任： 由塞爾柱突厥管理 |